# Le Mans Series 2005
Trzeci sezon Le Mans Series rozpoczął się 17 kwietnia na Circuit de Spa-Francorchamps, a zakończył się 13 listopada na Istanbul Park, Turcja. Tytuł zdobył zespół Pescarolo Sport.

## Wyniki
| Runda | Tor         | Data         | LMP1 Zwycięski zespół                        | LMP2 Zwycięski zespół                          | GT1 Zwycięski zespół                            | GT2 Zwycięski zespół         | Wyniki |
| Runda | Tor         | Data         | LMP1 Zwycięzcy                               | LMP2 Zwycięzcy                                 | GT1 Zwycięzcy                                   | GT2 Zwycięzcy                | Wyniki |
| ----- | ----------- | ------------ | -------------------------------------------- | ---------------------------------------------- | ----------------------------------------------- | ---------------------------- | ------ |
| 1     | Spa         | 14 maja      | Zytek Motorsport                             | Chamberlain-Synergy                            | BMS Scuderia Italia                             | Team LNT                     | Wyniki |
| 1     | Spa         | 14 maja      | Hayanari Shimoda Casper Elgaard John Nielsen | Bob Berridge Peter Owen Gareth Evans           | Fabrizio Gollin Matteo Cressoni Miguel Ramos    | Jonny Kane Warren Hughes     | Wyniki |
| 2     | Monza       | 10 lipca     | Pescarolo Sport                              | Paul Belmondo Racing                           | BMS Scuderia Italia                             | Sebah Automotive             | Wyniki |
| 2     | Monza       | 10 lipca     | Emmanuel Collard Jean-Christophe Boullion    | Karim Ojjeh Claude-Yves Gosselin Vincent Vosse | Christian Pescatori Michele Bartyan Toni Seiler | Marc Lieb Xavier Pompidou    | Wyniki |
| 3     | Silverstone | 27 sierpnia  | Audi Team Oreca                              | Paul Belmondo Racing                           | MenX                                            | Sebah Automotive             | Wyniki |
| 3     | Silverstone | 27 sierpnia  | Stéphane Ortelli Allan McNish                | Karim Ojjeh Claude-Yves Gosselin Vincent Vosse | Robert Pergl Jaroslav Janiš Peter Kox           | Marc Lieb Xavier Pompidou    | Wyniki |
| 4     | Nürburgring | 4 września   | Zytek Motorsport                             | Horag-Lista Racing                             | Convers Team                                    | Sebah Automotive             | Wyniki |
| 4     | Nürburgring | 4 września   | Hayanari Shimoda Tom Chilton                 | Didier Theys Eric van de Poele                 | Darren Turner Robert Bell                       | Marc Lieb Xavier Pompidou    | Wyniki |
| 5     | Istanbul    | 13 listopada | Pescarolo Sport                              | RML                                            | BMS Scuderia Italia                             | Scuderia Ecosse              | Wyniki |
| 5     | Istanbul    | 13 listopada | Jean-Christophe Boullion Emmanuel Collard    | Mike Newton Thomas Erdos                       | Christian Pescatori Michele Barytan Toni Seiler | Andrew Kirkaldy Nathan Kinch | Wyniki |

## Klasyfikacje generalne
| Legenda oznaczeń w tabelach wyników Wyświetl szablon na nowej stronie | Legenda oznaczeń w tabelach wyników Wyświetl szablon na nowej stronie                                                                     |
| Oznaczenie                                                            | Wyjaśnienie |
| --------------------------------------------------------------------- | --- |
| Złoty                                                                 | Zwycięzca lub mistrzostwo |
| Srebrny                                                               | 2. miejsce lub wicemistrzostwo |
| Brązowy                                                               | 3. miejsce lub II wicemistrzostwo |
| Zielony                                                               | Ukończył, punktował (w klasyfikacji generalnej, gdy zdobył co najmniej jeden punkt na przestrzeni sezonu, poza trzema powyższymi opcjami) |
| Niebieski                                                             | Ukończył, nie punktował (w klasyfikacji generalnej, gdy nie zdobył co najmniej jednego punktu na przestrzeni sezonu)                      |
| Czerwony                                                              | Nie zakwalifikował się (NZ) |
| Czerwony                                                              | Nie prekwalifikował się (NPK) |
| Różowy                                                                | Nie ukończył (NU) |
| Różowy                                                                | Niesklasyfikowany (NS) (w klasyfikacji generalnej, gdy nie został sklasyfikowany w żadnym wyścigu sezonu)                                 |
| Czarny                                                                | Zdyskwalifikowany (DK) |
| Czarny                                                                | Wykluczony (WYK/EX) |
| Biały                                                                 | Nie wystartował (NW) |
| Biały                                                                 | Kontuzjowany (K/INJ) |
| Biały                                                                 | Wyścig odwołany (OD/C) |
| Bez koloru                                                            | Został wycofany (WYC/WD) |
| Bez koloru                                                            | Nie przybył (NP/DNA) |
| Bez koloru                                                            | Nie brał udziału w treningach (NT/DNP) |
| Bez koloru                                                            | Nie został zgłoszony (–) |
| Pogrubienie                                                           | Start z pole position |
| Kursywa                                                               | Najszybsze okrążenie wyścigu |
| †                                                                     | Nie ukończył, ale jego rezultat został zaliczony ze względu na przejechanie więcej niż 90% dystansu wyścigu.                              |
| *                                                                     | Sezon w trakcie |
| 1/2/3                                                                 | Punktowana pozycja w sprincie kwalifikacyjnym                                                                                             |
| Lista systemów punktacji Formuły 1                                    | |

### Klasyfikacja LMP1
| Poz. | Nr. | Zespół                   | SPA | MON | SIL | NÜR | IST | Punkty |
| ---- | --- | ------------------------ | --- | --- | --- | --- | --- | ------ |
| 1    | #17 | Pescarolo Sport          | 8   | 10  | 1   | 5   | 10  | 34     |
| 2    | #15 | Zytek Motorsport         | 10  | 3   | 4   | 10  | 5   | 32     |
| 3    | #4  | Audi PlayStation Team    |     |     | 10  | 8   | 8   | 26     |
| 4    | #8  | Rollcentre Racing        | 6   | 6   | 6   | 4   | 3   | 25     |
| 5    | #7  | Creation Autosportif     |     | 4   | 8   | 6   | 6   | 24     |
| 6    | #9  | Team Jota                |     | 8   | 5   | 3   | 4   | 20     |
| 7    | #13 | Courage Compétition      |     | 5   | 3   | 2   | 1   | 11     |
| 8    | #5  | Jim Gainer International | 5   |     |     |     |     | 5      |
| 9    | #10 | Racing for Holland       |     | 2   |     | 1   |     | 3      |
| 10   | #6  | Lister Racing            |     |     | 2   |     |     | 2      |
| 11   | #18 | Rollcentre Racing        |     |     |     |     | 1   | 1      |
| Poz. | Nr. | Zespół                   | SPA | MON | SIL | NÜR | IST | Punkty |

### Klasyfikacja LMP2
| Poz. | Nr. | Zespół                         | SPA | MON | SIL | NÜR | IST | Punkty |
| ---- | --- | ------------------------------ | --- | --- | --- | --- | --- | ------ |
| 1    | #39 | Chamberlain-Synergy Motorsport | 10  | 8   | 4   | 4   | 8   | 34     |
| 2    | #25 | RML                            | 5   | 6   | 6   | 6   | 10  | 33     |
| 3    | #36 | Paul Belmondo Racing           | 3   | 10  | 10  |     | 4   | 27     |
| 4    | #27 | Horag Lista Racing             |     |     | 5   | 10  | 6   | 21     |
| 5=   | #31 | Noël del Bello Racing          | 8   |     |     | 2   |     | 10     |
| 5=   | #37 | Paul Belmondo Racing           |     |     | 2   | 8   |     | 10     |
| 7=   | #20 | Pir Competition                | 6   |     | 3   |     |     | 9      |
| 7=   | #46 | Scuderia Villorba Corse        | 4   | 5   |     |     |     | 9      |
| 9    | #30 | Kruse Motorsport               |     |     | 8   |     |     | 8      |
| 10   | #35 | G-Force Racing                 |     |     | 1   | 5   |     | 6      |
| 11   | #32 | Team Barazi                    |     |     |     |     | 5   | 5      |
| 12=  | #21 | Noël del Bello Racing          |     |     |     | 3   |     | 3      |
| 12=  | #28 | Ranieri Randaccio SRL          |     |     |     |     | 3   | 3      |
| Poz. | Nr. | Zespół                         | SPA | MON | SIL | NÜR | IST | Punkty |

### Klasyfikacja GT1
| Poz. | Nr. | Zespół                         | SPA | MON | SIL | NÜR | IST | Punkty |
| ---- | --- | ------------------------------ | --- | --- | --- | --- | --- | ------ |
| 1=†  | #51 | BMS Scuderia Italia            | 6   | 10  | 3   | 6   | 10  | 35     |
| 1=   | #52 | BMS Scuderia Italia            | 10  | 5   | 4   | 8   | 8   | 35     |
| 3    | #61 | Convers Team Cirtek Motorsport | 8   | 6   | 8   | 4   | 5   | 31     |
| 4    | #67 | MenX                           |     | 8   | 10  | 5   | 6   | 29     |
| 5    | #62 | Convers Team Cirtek Motorsport |     |     | 5   | 10  |     | 15     |
| 6    | #53 | A-Level Engineering            |     | 3   | 6   |     |     | 9      |
| 7    | #68 | JMB Racing                     |     | 4   |     |     | 4   | 8      |
| 8    | #57 | Paul Belmondo Racing           |     |     | 2   | 2   | 3   | 7      |
| 9    | #56 | Paul Belmondo Racing           |     |     |     | 3   |     | 3      |
| 10   | #65 | Graham Nash Motorsport         |     |     | 1   |     |     | 1      |
| Poz. | Nr. | Zespół                         | SPA | MON | SIL | NÜR | IST | Punkty |

† - #51 BMS Scuderia Italia wygrał przewagą zwycięstw.

### Klasyfikacja GT2
| Poz. | Nr. | Zespół                      | SPA | MON | SIL | NÜR | IST | Punkty |
| ---- | --- | --------------------------- | --- | --- | --- | --- | --- | ------ |
| 1    | #90 | Sebah Automotive Ltd.       |     | 10  | 10  | 10  |     | 30     |
| 2    | #93 | Scuderia Ecosse             |     | 8   | 5   | 5   | 10  | 28     |
| 3=   | #76 | Autorlando Sport            | 6   |     | 8   | 6   |     | 20     |
| 3=   | #73 | Ice Pol Racing Team         | 3   | 5   | 4   | 4   | 4   | 20     |
| 5    | #83 | Seikel Motorsport           | 5   | 6   | 1   |     | 6   | 18     |
| 6=   | #99 | GPC Sport                   | 4   |     | 3   |     | 8   | 15     |
| 6=   | #89 | Sebah Automotive Ltd.       |     | 2   | 6   | 2   | 5   | 15     |
| 8    | #81 | Team LNT                    | 10  |     |     |     |     | 10     |
| 9=   | #82 | Team LNT                    | 8   |     |     |     |     | 8      |
| 9=   | #85 | Spyker Squadron b.v         |     |     |     | 8   |     | 8      |
| 11   | #95 | Racesport Peninsula TVR     | 2   |     | 2   | 3   |     | 7      |
| 12   | #79 | JP Racing                   | 1   | 4   |     |     |     | 5      |
| 13   | #98 | James Watt Automotive       |     | 3   |     |     |     | 3      |
| 14   | #88 | Noble Group Gruppe M Racing |     |     |     | 1   |     | 1      |
| Poz. | Nr. | Zespół                      | SPA | MON | SIL | NÜR | IST | Punkty |